# Dúrovo
Dúrovo (en rus: Дурово) és un poble del krai de Perm, a Rússia, que en el cens del 2010 tenia 44 habitants.